# Haven in zicht
Haven in zicht is een single van de Nederlandse band Guus Meeuwis & Vagant uit 2001. Het stond in hetzelfde als negende track op het album 1 voor allen, waar het de vijfde single van was, na Ze houdt gewoon van mij, Je hoeft niet veel van me te houden, Denk nou eens na en Op straat.

## Achtergrond
Haven in zicht is geschreven door Han Kooreneef en Jan Willem Rozenboom en geproduceerd door Ad Kraamer. Het is een nederpoplied waarin de eenzaamheid bij het sterven of verlies van een vriend/familie/geliefde wordt bezongen. Het wordt om deze reden vaak bij uitvaarten gedraaid. Het is de laatste single van Guus Meeuwis in samenwerking met Vagant, hierna begon Meeuwis zijn solocarrière. B-kant van de single is Als de wereld, een lied dat als derde track op hetzelfde album te vinden is. 

## Hitnoteringen
Het lied had weinig succes. De enige hitnotering was de 86e plaats in de Mega Top 100. Het stond wel acht weken in deze lijst.